# DBase

dBase是第一個在個人電腦上被廣泛使用的單機版資料庫系統，在CP/M與DOS的時期，由Ashton-Tate公司所發表。在1980年，它最初是出現在CP/M的軟體，而後被移植到Apple II與IBM PC的DOS上。在dBase III與dBase III Plus時，成為當時資料庫市場的主流，而後其他公司推出功能相近甚至是強化的產品，例如Clipper或FoxPro，它們被稱為xBase。然而在dBase IV的失敗，使用者被迫尋找其他更穩定與安全的資料庫。而後在SQL與主從式架構的市場需求下，dBase快速從Microsoft Windows的軟體市場上式微，但至2019年仍持續開發、販售新版本。
dBase的系統包括核心資料庫引擎、查詢系統、表單引擎、與一個腳本程式語言，這些組件一起被販售。

## 歷史
- 1981年，dBase II發布（CP/M軟體），1982年9月發布DOS版。
- 1984年5月，dBase III發布（DOS軟體），此為以C语言重寫的第一個版本。
- 1986年，dBase III plus發布（DOS軟體），俗稱dBase III+
- 1988年2月，dBase IV標準版發布（DOS軟體），10月，dBase IV研發版發布。
- 1980年代後半，dBase語言標準化，IEEE 1192
- 1991年9月，Borland為dBase和Interbase資料庫軟體而買下Ashton-Tate公司。
- 1994年，dBase 5的DOS版與Windows版發布；但是隨著Microsoft併購Fox Software公司以取得FoxPro版權，原有dBase的市場逐漸被FoxPro所接收。
- 2013年3月19日，dBASE PLUS 8發布。
- 2017年9月 1日，dBASE PLUS 11.3發布。
- 2019年，dBASE 2019發布。

## 外部連結
- 官方网站
- xBase (and dBase) File Format Description（页面存档备份，存于）